# Jozef Ivanko
Jozef 'Pepe' Ivanko (* 24. srpna 1971, Michalovce, Československo) je bývalý slovenský triatlonista a kvadriatlonista, dnes sportovní fyzioterapeut a kondiční trenér. V současnosti působí, mimo jiné, jakožto kondiční trenér českých juniorských tenistů v klubu TK Agrofert Prostějov, kde je jeho hlavním svěřencem Jiří Veselý a Adam Pavlásek, nejvíce je znám především jako kondiční trenér české tenistky a wimbledonské vítězky Petry Kvitové.

## Biografie
Trenérství studoval na FTVŠ Univerzity Komenského v Bratislavě a fyzioterapii na Slovenské zdravotnické univerzitě v Banské Bystrici.
Původně závodil v triatlonu, posléze i v kvadriatlonu, ve kterém v letech 2001, 2003 a 2004 získal na mistrovstvích světa pro Slovensko tři bronzové medaile. Kvůli zranění však musel závodní sportovní činnosti předčasně zanechat a věnovat se kondičnímu trénování a fyzioterapii nejprve slovenském Národním sportovním centru, kde nejprve trénoval slovenské rychlostní kanoisty, později i kanoisty na divoké vodě a triatlonisty.
Později se stal tenisovým kondičním trenérem. Dva roky trénoval nejprve indického tenistu Leandra Paese, později i jeho deblového spoluhráče astralského tenistu Paula Hanleyho, poté i českého tenistu Lukáše Dlouhého.
Kromě českých tenistů se v současnosti věnuje i kondiční přípravě slovenského plaveckého a triatlonového J&T Sportteamu.

## Zajímavost
Mezi jeho osobní přátele patří otec Caroliny Wozniacké Piotr Wozniacki, který mu již několikrát nabízel, aby trénoval jeho dceru.